# Indotipula nigrinervis
Indotipula nigrinervis is een tweevleugelige uit de familie langpootmuggen (Tipulidae). De soort komt voor in het Oriëntaals gebied.